# 黄祖平
黄祖平（1963年6月11日—），中华人民共和国马术运动员。
黃祖平1985年畢業於北京化工大学，後來成為中华人民共和国国家经济委员会的一位副處長。1995年，黄祖平來到中華人民共和國商務部下屬的一家外貿企業出任總經理。此時他参加了北京的一个马术俱乐部并開始练习骑马。1998年，黃祖平开始请专业骑手指导騎馬。後來他辭職專心學習馬術。2002年他自费前往德国學習馬術並且拜卢德格尔·贝尔鲍姆為師。他曾代表中國隊参加2008年夏季奥林匹克运动会障礙超越比赛並且獲得2013年国际马联场地障碍世界杯中国联赛总决赛铜奖。